# Maxime de Naples
Maxime de Naples, évêque de Naples au IVe siècle, s'opposa au nom de sa foi dans le concile de Nicée à l'hérésie arienne qui diffusait dans nombre de provinces de l'Empire romain d'Occident et qui niait la trinité et la nature divine du Christ

## Épiscopat
Maxime de Naples fut envoyé en exil par l'empereur Constance II et remplacé par Zosime[réf. incomplète]. Selon la légende[Laquelle ?], Zosime fut alors interdit de parole par Dieu au profit de saint Maxime de Naples. Chaque fois que Zosime prenait la parole, celle-ci ne sortait pas de sa bouche.

## Martyre

### Culte et raison de son martyre
Maxime de Naples fut martyrisé par l'empereur pour avoir refusé de prêcher l'hérésie arienne[réf. incomplète]. Son culte très vivace aux XVIIIe et début du XIXe siècles dans le royaume de Naples fut réactivé par la canonisation du pape Pie IX au moment de la question romaine, qui divisa la papauté et l'Italie unifiée issue du royaume du piémont-Sardaigne[réf. incomplète]. Son culte fut très vivace, comme en témoigne la monographie de l'historien napolitain Pietro Giannone dans son Histoire civile du royaume de Naples.

### Confusion avec saint Mauxe
L'historien du catholicisme Paul Guérin (1830-1908) confond aisément saint Maximilien de Naples avec saint Mauxes, mort martyr à Auxerre en Bourgogne au IVe siècle, tant leurs vies sont similaires. Tous deux furent évêques et martyrs[réf. incomplète].

### Reliques
Les reliques de saint Maxime de Naples furent transférées de Naples à Constantinople par l'empereur Justinien, empereur byzantin en 629[Passage contradictoire], à l'époque où il occupait avec ses troupes l'Italie[réf. incomplète].